# Kubin
Kubin är en ort i Azerbajdzjan. Den ligger i distriktet Masallı Rayonu, i den sydöstra delen av landet, 200 km sydväst om huvudstaden Baku. Kubin ligger 41 meter över havet och antalet invånare är 509.
Terrängen runt Kubin är kuperad åt sydväst, men åt nordost är den platt. Runt Kubin är det ganska tätbefolkat, med 120 invånare per kvadratkilometer.. Närmaste större samhälle är Arkewan, 12,2 km norr om Kubin.
Trakten runt Kubin består till största delen av jordbruksmark.